# Colubrina asiatica
Colubrina asiatica ist eine Art aus der Familie der Kreuzdorngewächse (Rhamnaceae). Es werden zwei Varietäten unterschieden. Eine Varietät wächst an Küstenstreifen beinahe in allen tropischen Küstengebieten der Alten und Neuen Welt, die andere im Hochland in mehreren Gebieten Asiens.

## Beschreibung
Colubrina asiatica bildet immergrüne, kletternde oder niederliegende, holzige Lianen oder kletternde Sträucher, seltener bis zu 10 Meter hohe Bäume. Die Zweige sind dünn und häufig etwas hin und her gebogen. Die Internodien sind 5 bis 50 Millimeter lang. Die Laubblätter stehen wechselständig. Die Blattspreite ist eiförmig, 3 bis 10 Zentimeter lang und 1,5 bis 6,3 Zentimeter breit. Die Blattbasis ist breit gerundet bis schwach herzförmig. Das obere Blattende ist spitz. Der Blattrand ist gesägt oder gekerbt und hat auf jeder Seite 15 bis 34 Zähne mit jeweils einer kleinen, dunklen Drüse. Die Blattoberseite ist kahl. Der Blattstiel ist 7 bis 17 Millimeter lang und etwa 0,5 Millimeter dick. Die Nebenblätter sind dreieckig und etwa 1 Millimeter lang.
Die Blütenstände sind wenigblütige, 5 bis 10 Millimeter lange Thyrsen auf 2 bis 4 Millimeter langen Stielen. Die Blütenstiele sind dünn und 1 bis 2 Millimeter lang. Bis zur Fruchtreife verlängern sie sich auf 5 bis 15, manchmal bis 20 Millimeter. Die Blüten sind fünfzählig. Der Fruchtbecher ist 2 Millimeter breit und anfangs etwas seidig behaart. Die Kelchblätter sind dreieckig und an der Oberseite gekielt. Die Kronblätter sind verkehrt eiförmig und etwa so lange wie die Staubblätter. Der Diskus ist fleischig. Der Griffel ist tief dreigeteilt. Die Staubblätter reifen vor den Fruchtknoten (Proterandrie). Die Früchte sind rundlich und 7 bis 8 Millimeter lang. Die Samen sind 4,5 bis 6 Millimeter lang und etwa 4,5 Millimeter breit.

## Verbreitung
Das natürliche Verbreitungsgebiet der Art liegt in Afrika in Kenia, Mosambik, auf Madagaskar und den Seychellen; in Asien in China, Taiwan, in Indien, auf Sri Lanka, in Kambodscha, Myanmar, Thailand und Vietnam; in Indonesien, Malaysia, auf Papua-Neuguinea und auf den Philippinen, in Australien, auf Hawaii, Fidschi, auf Neukaledonien, den Salomon-Inseln und auf Vanuatu, auf Martinique, Jamaika, Kuba und den Florida Keys.
Trotz des großen Verbreitungsgebiets sind die Unterschiede zwischen den Vertretern verhältnismäßig gering. Das liegt daran, dass die Samen auf dem Wasser schwimmen und auch in Meerwasser mehrere Monate überstehen können. Daneben spielt die Verbreitung durch den Menschen wahrscheinlich ebenfalls eine Rolle. Die Vertreter in Amerika wurden erst spät entdeckt, die ersten dokumentierten Funde stammen ungefähr aus dem Jahr 1860.

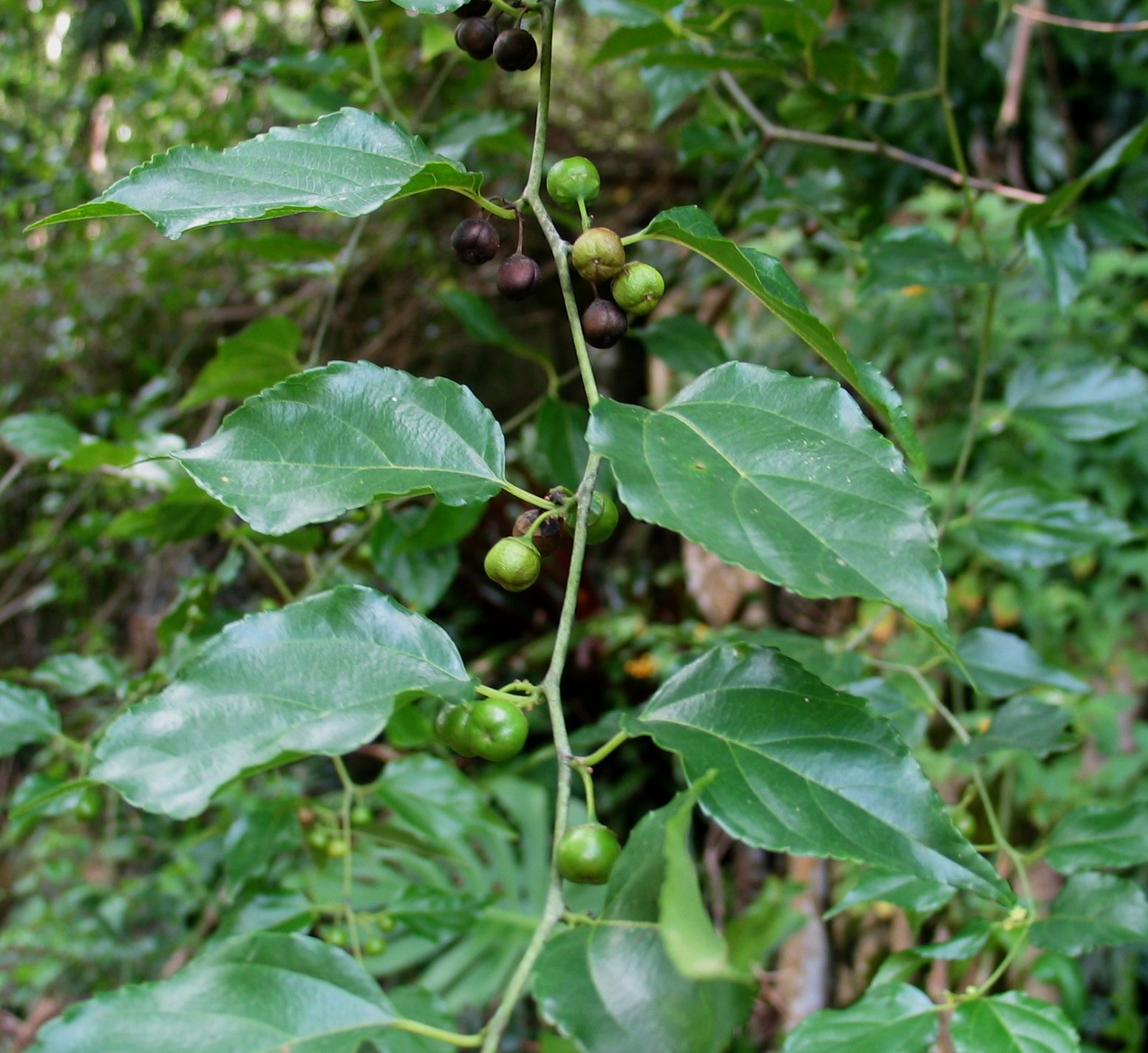
Colubrina asiatica, fruchtender Zweig

## Systematik und Forschungsgeschichte
Colubrina asiatica ist eine Art aus der Gattung Colubrina in der Familie der Kreuzdorngewächse (Rhamnaceae). Carl von Linné hat die Art 1753 in seinen Species Plantarum als Ceanothus asiaticus (Basionym) erstbeschrieben. Sie wurde 1827 von Adolphe Théodore Brongniart der neu erstellten Gattung Colubrina zugeordnet. Der Gattungsname Colubrina stammt aus dem Lateinischen und bedeutet „schlangenförmig“, er bezieht sich damit auf die Ähnlichkeit der Triebe oder der Staubblätter mit Schlangen. Weitere Synonyme sind Ceanothus capsularis G.Forst., Colubrina capsularis G. Forst., Pomaderris capsularis (G. Forst.) G. Don, Rhamnus acuminata Colebr. ex Roxb., Rhamnus asiatica (L.) Lam. ex Poir., Rhamnus splendens Blume, Sageretia splendens (Blume) G. Don und Tubanthera katapa Raf.
Es werden drei Varietäten unterschieden:
- Colubrina asiatica var. asiatica: Junge Internodien zeigen nur eine spärliche, nach oben gerichtete, goldene und seidige Behaarung. Die Blattspreiten sind 1,3- bis 2-mal so lang wie breit, die Blattbasis ist breit gerundet und die Blattunterseite golden und seidig behaart. Der Blattrand ist gesägt. Die Samen sind 4,5 bis 5 Millimeter lang.[1] Die Vertreter der Varietät wachsen ausschließlich in der Nähe der Küste im gesamten oben beschriebenen Verbreitungsgebiet.[5][2]

- Colubrina asiatica var. pubescens (Kurz) M.C.Johnst.

- Colubrina asiatica var. subpubescens (Pit.) M.C.Johnst.: Junge Internodien sind eher dicht filzig behaart. Die Blattspreite ist meist 2- bis 2,5-mal so lang wie breit und die Blattbasis ist schmal gerundet. Zumindest junge Blätter sind an der Unterseite filzig behaart. Der Blattrand is gekerbt. Die Samen sind 5 bis 6 Millimeter lang.[1] Das Verbreitungsgebiet der Varietät liegt in Burma, Thailand, Laos, Kambodscha, Vietnam in China in Yunnan und auf Java. Dort wächst sie im Hochland meist in einigem Abstand von der Küste.[5] Die Varietät wird aufgrund des unterschiedlichen Habitats und der Unterschiede in der Behaarung auch als eigene Art Colubrina javanica Miquel angesehen, so etwa in der Flora of China.[3]